# Pont de Gunningsville
Le pont de Gunningsville est un pont traversant la rivière Petitcodiac entre Moncton et Riverview, au Nouveau-Brunswick. Il est le dernier en date d'une longue série de ponts qui se succédèrent pour enjamber la rivière Petitcodiac.

## Histoire
Le premier pont sur la rivière Petitcodiac au sud de Moncton a été construit en 1864. Il fut détruit lors de la tempête Saxby Gale, une tempête tropicale qui frappa l'Est du Canada, et en particulier la Baie de Fundy, la nuit du 4 au 5 octobre 1869. 
Un deuxième pont fut alors reconstruit en 1873 mais fut également détruit lors de la tempête suivante de 1891. Un troisième pont remplaça les deux premiers, mais fut fermé à la circulation en 1915.
Les travaux de construction du nouveau pont de Gunningsville ont démarré en 2002 et l'ouvrage d'art est ouvert au public et à la circulation routière en 2005. Il remplace l'ancien pont de fer datant de 1917 et démoli en 2006.